# كعكة ثربية
الكعكة الثربية أو الكتلة الثربية (بالإنجليزية: Omental cake)‏ هي علامة شعاعية تُشير إلى وجود غشاءٍ ثربي سميك بشكلٍ غير طبيعي، وهذا يُشير إلى ارتشاحٍ في الدهون الثربية بواسطة مواد ذات كثافة نسيجية رخوة. عادةً ما يكون سبب ذلك هو ارتشاح الأورام المنتشرة الناتجة عن سرطان المعدة أو المبيض أو القولون، كما يمكن أن ينتج عن التهاب الصفاق السلي، ومن الأسباب الأخرى هو سرطان الغدد الليمفاوية، حيث ترتبط الكعكة الثربية عادةً باعتلال العقد اللمفية.

## روابط خارجية
- "Omental cake". Medcyclopaedia. جنرال إلكتريك. مؤرشف من الأصل في 2012-02-05.